# Enrique Cury
Enrique Cury Urzúa (Castro, 12 de noviembre de 1939 - Santiago, 9 de noviembre de 2012) fue un abogado, jurista, juez y profesor de Derecho chileno de origen palestino. Fue ministro de la Corte Suprema de Chile desde 1998 hasta su renuncia en 2006.

## Biografía
Estudió en la Facultad de Derecho de la Universidad de Chile. Luego de su titulación, el 6 de noviembre de 1961, se especializó en Derecho penal, prosiguiendo sus estudios de posgrado en la Universidad de Nueva York.
Ejerció la docencia en la Pontificia Universidad Católica de Chile (PUC), donde fue director general de la Vicerrectoría Académica entre 1971 y 1973, y secretario general entre 1990 y enero de 1998, y en la sede Valparaíso de la Facultad de Derecho de la Universidad de Chile entre 1967 y 1970. También dictó clases en la Universidad Externado de Colombia, de la cual fue profesor honorario, en la Universidad Central de Venezuela, Universidad de Buenos Aires y Universidad de São Paulo, entre otras.
El 13 de enero de 1998 fue nombrado ministro de la Corte Suprema de Chile por el presidente Eduardo Frei Ruiz-Tagle, para llenar uno de los cupos creados para abogados que estuvieran fuera de la judicatura. El 20 de abril de 2006 anunció su renuncia, la cual se hizo efectiva a partir del 1 de junio de ese mismo año.
En 2012 fue designado doctor honoris causa de la Universidad de Valparaíso. Falleció el 9 de noviembre de ese año debido a una grave enfermedad.

## Obras
- El delito continuado (1962)
- Orientaciones para el estudio de la teoría del delito (1967)
- Tentativa y delito frustrado: el proceso ejecutivo del delito (1977)
- Derecho penal: parte general (1982)
- La ley penal en blanco (1988)